# Cellier-du-Luc
Cellier-du-Luc é uma comuna francesa na região administrativa de Auvérnia-Ródano-Alpes, no departamento de Ardèche. Estende-se por uma área de 14,73 km². Em 2010 a comuna tinha 81 habitantes (densidade: 5,5 hab./km²).